# Эглиз д’Отёй (станция метро)
Эглиз д'Отёй (фр. Église d'Auteuil) — станция линии 10 Парижского метрополитена, расположенная в XVI округе Парижа на одностороннем (движение в сторону Булони) участке линии 10. Названа по расположению вблизи собора Нотр-Дам-д'Отёй.

## История
- Станция открылась 30 сентября 1913 года в составе участка Шарль Мишель — Порт д'Отёй, входившего тогда в состав линии 8. 27 июля 1937 года, в результате реорганизации линий метро на левом берегу Парижа, станция вошла в состав линии 10.
- До 15 мая 1921 года станция называлась "Вильхем", по псевдониму французского музыканта Гильома Луи Боскилона Вильхема. Переименование станции было связано с тем, что вопреки истине, у властей Парижа это название ассоциировалось с кайзером Германии Вильгельмом II, в результате чего новое название стало более нейтральным.

## Пассажиропоток
В таблице ниже приведена информация о пассажиропотоке по входу, взятая из официальных отчетов RATP.
| Год  | Пассажиропоток | Место по пассажиропотоку |
| ---- | -------------- | ------------------------ |
| 2011 | 178 152        | ?                        |
| 2012 | 179 009        | ?                        |
| 2013 | 183 783        | 303                      |
| 2014 | 179 058        | 303                      |
| 2015 | 174 893        | 303                      |
| 2016 | 172 812        | 303                      |

Согласно статистике RATP, станция стабильно занимает последнее место по уровню годового входного пассажиропотока. Это частично объясняется исторической планировкой участка, на котором расположена станция: так, из-за одностороннего движения поездов через станцию, для того, чтобы уехать в центр города, необходимо либо пересесть на следующей станции Мишель-Анж — Отёй на линию 9, либо совершать перепробег до станции Булонь — Жан Жорес. Поэтому для поездок в центр пассажиры часто используют расположенные неподалёку станции Шардон-Лагаш или Мирабо.

## Галерея

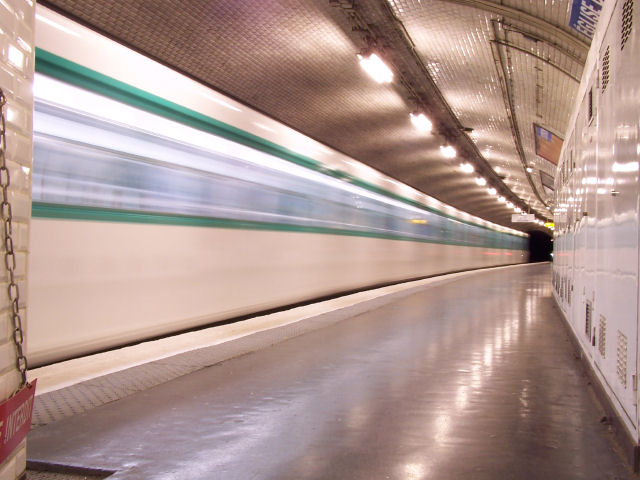
Состав модели MF 67 проследует станцию Эглиз д'Отёй